# Sjunger Sigge Fürst
Sjunger Sigge Fürst è un EP parodico pubblicata dal gruppo doom metal svedese Candlemass. Essa è una raccolta particolare poiché si distanzia totalmente dallo stile del gruppo con i suoi brani in stile pop rock originariamente scritti negli anni quaranta dall'attore, presentatore e cantante svedese Sigge Fürst (in svedese "Candlemass Sjunger Sigge Fürst" significa "i Candlemass cantano Sigge Fürst").

## Stile
Non è possibile definire a priori il genere dell'EP; ma è sicuramente degno di nota il fatto che, a dispetto di quello che è lo stile dei Candlemass, ognuna delle 4 canzoni è del tutto allegra, i testi sono in svedese, ricalcando uno stile pop, punk e folk.

## Tracce
1. Bullfest
2. Samling vid pumpen
3. Bröllop På Hulda Johanssons Pensionat
4. Tjo Och Tjim Och Inget Annat

## Formazione
- Thomas Vikström - voce
- Lars Johansson - chitarra elettrica
- Mats Björkman - chitarra ritmica
- Leif Edling - basso elettrico
- Jan Lind - batteria